# Вулиця Курмановича (Львів)
Вулиця Генерала Курмановича — вулиця в Залізничному районі міста Львова, місцевість Білогорща. Сполучає вулицю Рудненську з вулицями Збиральною, Городоцькою та П'ясецького. Прилучаються вулиці Данила Апостола та 5-й Парк. З вулицею межує П'ятий Парк.

## Історія
Не пізніше 1970 року отримала назву Рульова Бічна, у 1977 році вулицю назвали вулицею Чапаєва, на честь радянського військового діяча. У 1992 році вулиця отримала сучасну назву, на честь генерала-чотаря УГА Курмановича Віктора Йосиповича.

## Підприємства
На вулиці Курмановича розташовано здебільшого численні підприємства, склади, сервісні центри, об'єкти Львівської залізниці. Серед найбільших підприємств, які є на цій вулиці — ТОВ «Львівський приладобудівний завод», відокремлений підрозділ «Моторвагонне депо Львів» «Львівської залізниці». Також тут розташовано сервісні центри торгових марок DEX, Gorenje, Philips, Rainford, Saturn, Vitek. На Курмановича, 9 розташована фамільна кондитерська (ТМ «Stepankiv»), яка виготовляє кондитерські вироби (торти, весільні кораваї, макаруни та інше) на замовлення.

## Транспорт
У 2012 році вулицею Курмановича курсувало маршрутне таксі № 17 (цей маршрут сполучав вулицю Виговського та ринок «Галицьке перехрестя»). Ще до кінця 2012 року маршрут скоротили до вулиці Щурата з одного боку та вулиці Суботівської з іншого, тому його курсування по вулиці Курмановича припинилося. Лише у червні 2023 року рух маршрутного таксі № 17 цією вулицею відновився, і тепер він доїжджає до вулиці Данила Апостола, де розташована його кінцева (неподалік від сервісного центру МВС України).